# Teleutias aduncus
Teleutias aduncus är en insektsart som beskrevs av Carl Stål 1874. Teleutias aduncus ingår i släktet Teleutias och familjen vårtbitare. Inga underarter finns listade i Catalogue of Life.